# 汪玉枢
汪玉枢（1688年—1757年），字辰垣，号恬斋，祖籍安徽歙县，清代扬州儒商、诗人。

## 生平
汪玉枢生于1688年，卒于乾隆二十二年（1757年）。
汪玉枢拥有南门外从葭湄园（俗称南园），常与诗友在此雅集吟诗。后其子汪长馨改建为九峰园。
汪玉枢育有五子：汪长仁（号梅谷）、汪长馨（字茂修，号椒谷、茮谷）、汪长丰（字宪度）、汪潢（字秋明、号秋槎）、汪长德（字怀永，号愚谷）。其中至少有三人为诗人。